# Lanvignec
Lanvignec est une ancienne commune des Côtes-d'Armor ayant fusionné en 1824 avec Paimpol.

## Histoire
La paroisse de Lanvignec, enclavée dans l'évêché de Saint-Brieuc, faisait partie du doyenné de Lanvollon relevant de l'évêché de Dol et était sous le vocable de saint Vignoc.
Avant 1664, elle devient une trève de Perros-Hamon (actuellement située à Ploubazlanec). En 1790, elle est érigée en commune, puis en 1824 est annexée à Paimpol.

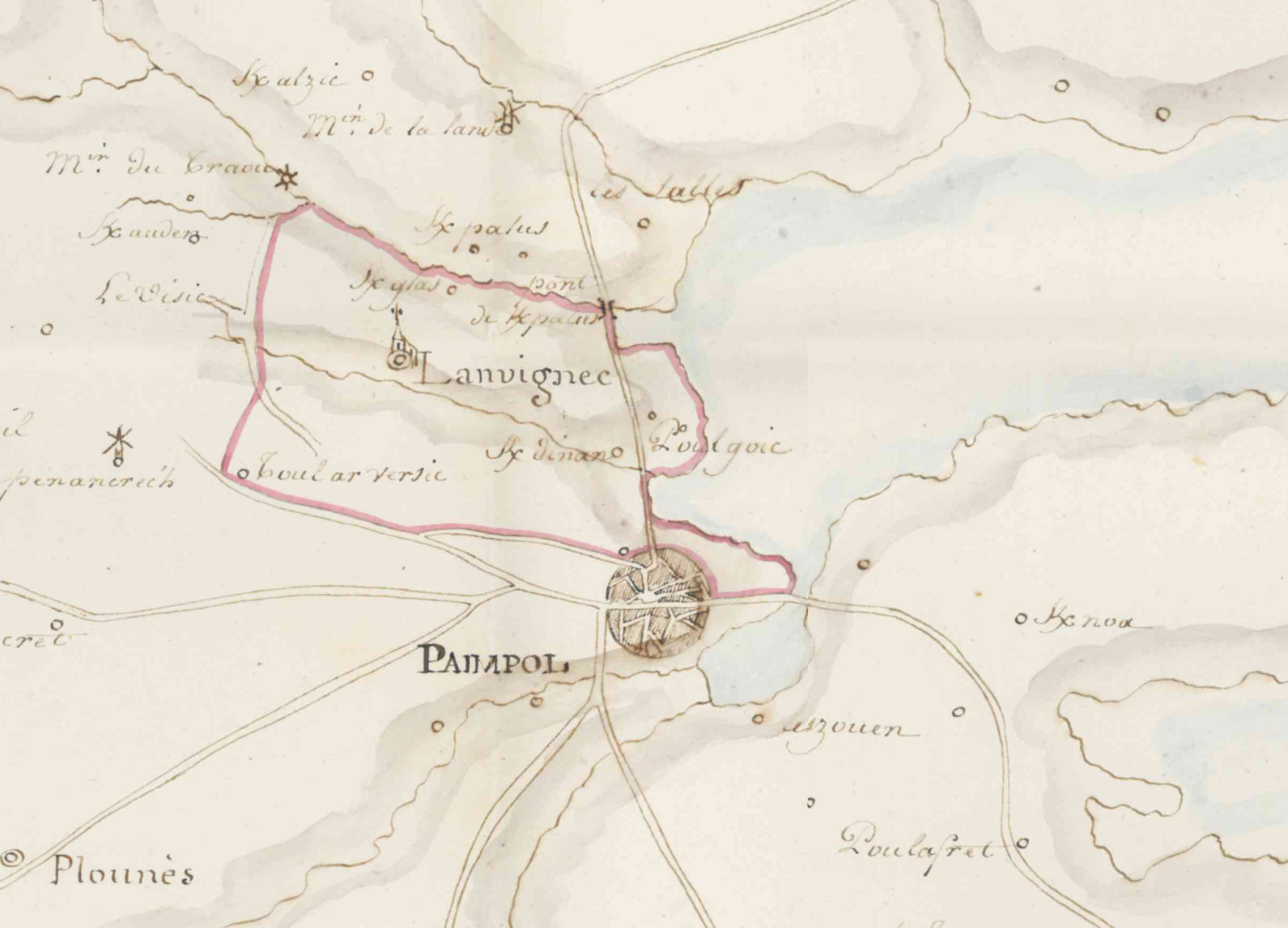
Délimitation des communes de Lanvignec et Paimpol avant la réunion (1824)

## Patrimoine
- Chapelle de Lanvignec